# Polysyncraton otuetue
Polysyncraton otuetue är en sjöpungsart som beskrevs av Monniot 1987. Polysyncraton otuetue ingår i släktet Polysyncraton och familjen Didemnidae. Inga underarter finns listade i Catalogue of Life.